# МКС-17
МКС-17 — Семнадцатая долговременная экспедиция к Международной космической станции. Самый молодой командир МКС — Сергей Волков (35 лет).
Основной экипаж пробыл на МКС с 10 апреля, 12:57 UTC (момент стыковки корабля «Союз ТМА-12» к МКС) по 24 октября, 00:16 UTC 2008 года (момент отстыковки корабля «Союз ТМА-12» от МКС).

## Экипаж
| Должность   | 10 апреля — 11 июня 2008 | 11 июня — 24 октября 2008 | № полёта | Корабль доставки |
| ----------- | ------------------------ | ------------------------- | -------- | ---------------- |
| Командир    | Сергей Волков, ФКА       | Сергей Волков, ФКА        | 1        | «Союз ТМА-12»    |
| Бортинженер | Олег Кононенко, ФКА      | Олег Кононенко, ФКА       | 1        | «Союз ТМА-12»    |
| Бортинженер | Гаррет Райзман, НАСА     |                           | 1        | STS-123          |
| Бортинженер |                          | Грег Шамитофф, НАСА       | 1        | STS-124          |

### Дублирующие экипажи
| Должность   | Член экипажа | Дублёр               |
| ----------- | ------------ | -------------------- |
| Командир    | Волков       | Сергей Крикалёв, ФКА |
| Бортинженер | Кононенко    | Максим Сураев, ФКА   |
| Бортинженер | Кононенко    | Олег Скрипочка, ФКА  |
| Бортинженер | Шамитофф     | Тимоти Копра, НАСА   |

### Формирование экипажа
- 5 мая 2006 года — Роскосмос, ЦПК и РКК «Энергия» предварительно распределили космонавтов по экипажам МКС 15-19[2].
- 19 марта 2008 года — официально утверждён состав 17-й экспедиции на МКС и прокомментирована ситуация с заменой участника экспедиции посещения ЭП-14 Ко Сана[3].

## Ход экспедиции

### Выходы в открытый космос
- 10 июля 2008 года,  Сергей Волков и  Олег Кононенко, выход из модуля «Пирс», длительность 6 ч 18 мин[4], осмотр и механическая расстыковка одного из пяти замков, соединяющих спускаемый аппарат и приборно-агрегатный отсек корабля «Союз ТМА-12» с целью определения риска баллистического спуска.
- 15 июля 2008 года,  Сергей Волков и  Олег Кононенко, выход из модуля «Пирс», длительность 5 ч 54 мин[5], установка мишени на зенитный стыковочный узел модуля «Звезда» для будущей стыковки с российским стыковочным отсеком-2 (малым исследовательским модулем-2), установка научной аппаратуры для эксперимента «Всплеск», снятие научного блока «Биориск-МСН».

### Принятые грузовые корабли
- «Прогресс М-64» — старт 14 мая 2008 года, стыковка 16 мая 2008 года.
- «Прогресс М-65» — старт 10 сентября 2008 года, стыковка 17 сентября 2008 года.

### Отстыкованные грузовые корабли
- «Прогресс М-64» — от надирного стыковочного узла модуля «Заря» 1 сентября 2008 года
- «Жюль Верн» — от кормового стыковочного узла модуля «Звезда» 5 сентября 2008 года

### Экспедиции посещения
- Экспедиция посещения ЭП-14 в составе  Ли Со Ён (дублёр —  Ко Сан) — первого космонавта и одновременно первой женщины-космонавта из Южной Кореи. Старт 08.04.2008 и стыковка 10.04.2008 на корабле  «Союз ТМА-12» вместе с двумя членами экипажа МКС-17. Расстыковка и посадка 19.04.2008 на корабле  «Союз ТМА-11» вместе с двумя членами экипажа МКС-16.
- Спейс Шаттл «Дискавери» миссии STS-124, старт 31.05.2008, стыковка 02.06.2008, расстыковка 11.06.2008, посадка 14.06.2008. Доставка на МКС основной секции японского модуля «Кибо». Смена одного члена экипажа МКС-17. Экипаж шаттла выполнил три выхода в открытый космос из модуля «Квест».
- Вместе с основным экипажем  кораблём «Союз ТМА-13» на МКС был доставлен участник экспедиции посещения ЭП-15 пятый космический турист Ричард Гэрриот, пробывший на околоземной орбите с 12 октября по 24 октября 2008 года (стыковка 14 октября 2008 года, расстыковка 24 октября 2008 года). Возвращение на корабле «Союз ТМА-12» вместе с двумя членами экипажа МКС-17. В качестве дублёра Гэрриота подготовку проходил австралийский бизнесмен Ник Хэлик.

## События
- 8 апреля 2008 года — успешно состоялся старт корабля «Союз ТМА-12», который доставит на МКС экипаж 17-й основной экспедиции.
- 10 апреля 2008 года в 16:57 (мск.) корабль «Союз ТМА-12» пристыковался к стыковочному узлу модуля «Пирс»[6].
- 24 октября 2008 года в 4 часа 16 минут 18 секунд по московскому времени корабль «Союз ТМА-12» с космонавтами Сергеем Волковым, Олегом Кононенко и Ричардом Гэрриоттом отстыковался от Международной космической станции и перешёл в режим автономного полета[7].